# Ahmed al-Kassar
Ahmed al-Kassar (arabisch أحمد الكسار, DMG Aḥmad al-Kassār; * 8. Mai 1991 in Qatif) ist ein saudi-arabischer Fußballtorhüter.

## Karriere

### Verein
Aus der Jugend von al-Taraji kommend, wechselte er im Sommer 2009 in die U23 von al-Raed. Sein Debüt im Tor der ersten Mannschaft machte er dann am 11. Februar 2011 bei einer 1:2-Liganiederlage gegen al-Fateh. Nach über vier Jahren hier, wechselte er schließlich zur Saison 2015/16 zu al-Ettifaq. Nachdem er in der ersten Saison noch in der zweiten Liga gespielt hatte, stand er in der Spielzeit 2016/17 durchgehend auch in der ersten Liga im Tor. In der darauffolgenden Spielzeit musste er aber wieder vermehrt die Bank drücken und verließ so zur Spielzeit 2017/18 den Klub in Richtung al-Faisaly. Auch hier diente er mehr als Backup und erst in der Spielzeit 2021/22 kam er auf mehr Einsätze. Seit der Saison 2023/24 steht er nun mittlerweile bei al-Fayha unter Vertrag. Dort debütierte er am 29. Dezember 2023.

### Nationalmannschaft
Zur Asienmeisterschaft 2024, wurde er, ohne vorher einen Einsatz gehabt zu haben für den Kader der saudi-arabischen A-Nationalmannschaft nominiert. Dort bekam er dann sein Debüt im Nationaltrikot auch gleich beim ersten Gruppenspiel. Einem 2:1-Sieg über den Oman.